# Gérard Toulouse

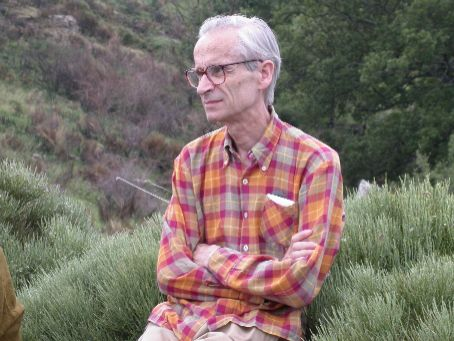
Gérard Toulouse

Gérard Marie Robert Toulouse (* 4. September 1939 in Vattetot-sur-Mer, Département Seine-Maritime; † 7. August 2023 in Paris) war ein französischer Physiker.

## Laufbahn
Toulouse studierte ab 1959 an der Elitehochschule École normale supérieure (ENS) in Paris mit der Agrégation 1963 in Physik. Danach leistete er seinen Militärdienst an der École polytechnique und war ab 1965 als Wissenschaftler beim Centre national de la recherche scientifique (CNRS), zuerst bis 1973 im Labor für Festkörperphysik in Orsay. 1968 wurde er promoviert (Thèse de Doctorat d’État). Als Post-Doktorand war er 1969 bis 1971 an der University of California in San Diego. Ab 1976 war er am  Laboratoire de physique der ENS tätig und von 1978 bis 1980 lehrte er als Maître de Conferences an der École polytechnique.
Toulouse befasste sich mit statistischer Physik, unter anderem mit der Theorie der Phasenübergänge und des Kondo-Effekts, topologischer Klassifikation von Defekten in kondensierter Materie, Theorie frustrierter und ungeordneter Phänomene, zum Beispiel Spingläser sowie Neuronale Netze. Er veröffentlichte auch über Ethik in den Wissenschaften.
Er war ab 1990 korrespondierendes Mitglied der Académie des sciences. Von 1996 bis 2001 war er in deren Komitee für internationale Beziehungen. Ab 2003 war er Mitglied der European Academy of Sciences und von 2004 bis 2010 deren Vizepräsident. 2000 war er Gründungsmitglied der Académie des technologies. Er war ab 1996 auswärtiges Mitglied der American Academy of Arts and Sciences. Von 1999 bis 2010 war er Präsident des Komitees für Naturwissenschaften der französischen UNESCO-Kommission und von 1998 bis 2010 Vizepräsident der französischen Sektion der Pugwash-Konferenz. 1990 war er Gründungsmitglied der Commission des droits de l’Homme de la Société française de physique (S.F.P.). 
Von 1987 bis 1996 war er Mitherausgeber der Zeitschrift Reviews of Modern Physics.
1969 erhielt er die Bronzemedaille des CNRS, 1976 den Prix Paul Langevin, 1979 den Prix Triossi der Académie des sciences, 1983 den Holweck-Preis des Institute of Physics, 1989 den Grand Prix des Commissariat à l’énergie atomique (CEA) und 1999 die Cecil Powell-Medal der European Physical Society (EPS).

## Schriften
- mit Pierre Pfeuty: Introduction to the Renormalization Group and to Critical Phenomena, Wiley 1977 (französisches Original 1975 erschienen bei Presses universitaire de Grenoble)
- Biology and computation: a physicist´s choice, World Scientific 1994
- Regards sur l’éthique des sciences, Hachette-Littératures 1998
- mit Lydie Koch-Miramond: Les scientifiques et les droits de l’Homme, Editions de la Maison des sciences de l’homme 2003
- mit Guillemette de Véricourt: Quelle éthique pour les sciences ?, Éditions Milan 2005